# المفهم لما أشكل من تلخيص كتاب مسلم
المفهم لما أشكل من تلخيص كتاب مسلم هو كتاب ألفه أبو العباس القرطبي على كتابه الآخر تلخيص صحيح مسلم. يتحدث فيه القرطبي عن بعض ما قد يشكل على الناس في صحيح مسلم، فيوضحه ويبينه.
وقد لخص القرطبي في بداية كتابه موضوع الكتاب بقوله:
| المفهم لما أشكل من تلخيص كتاب مسلم | فلما حصل من تلخيص كتاب مسلم، وترتيبه وتبويبه المأمول، وسهل منهج المؤلف إلى حفظه وتحصيله، رأينا أن نكمل فائدته للطالبين، ونسهل السبيل إليه على الباحثين؛ بشرحه غريبه والتنبيه على نُكتٍ من إعرابه، وعلى وجوه الاستدلال بأحاديثه، وإيضاح مشكلاته حسب تبويبه، وعلى مساق ترتيبه، فنجمع فيه ما سمعناه من مشايخنا، أو وقفنا عليه في كتب أئمتنا، أو تفضل الكريم الوهاب بفهمه علينا على طريق الاختصار، ما لم يدع الكشف إلى التطويل والإكثار، حرصًا على التقريب والتسهيل، وعونًا على التفهم والتحصيل، وسميته بـ: "المفهم لما أشكل من تلخيص كتاب مسلم". | المفهم لما أشكل من تلخيص كتاب مسلم |

## منهج القرطبي في تأليف كتابه
يمكن إجمال المنهج الذي اتبعه القرطبي في تأليف كتابه بالنقاط التالية:
1. ضبط الألفاظ الغريبة، وذكر أقوال علماء اللغة في شرحها، وأشار إلى الراجح منها.
2. قام بتأويل المختلف فيه، وبحل ما يشكل على الناس.
3. اختصر الأسانيد من الأحاديث والروايات؛ حيث اكتفى بذكر اسم الصحابي الراوي للحديث، وفي بعض الأحيان كان يذكر التابعي الذي روى عنه.
4. قام بحذف الأحاديث المكررة؛ فكان يذكر الحديث مرة واحدة فقط.
5. ترجم الأبواب بعناوين دقيقة.
6. عمل على ترتيب أحاديث الكتاب كما هي مرتبة في صحيح مسلم.
7. استنباط بعض الأحكام الفقهية من الأحاديث، وتركيزه على مذهب الإمام مالك في هذا.
8. كان يكتب في نهاية كثيرٍ من الأحاديث (وأحيانًا ضمن الحديث الواحد) بعض الاستنباطات والتوجيهات للقارئ.
9. عدم ذكر ما قد يشكل على الناس.

## أهمية الكتاب
تنبع أهمية الكتاب من نقاط عدة، وهي:
1. شرحه واختصاره لصحيح مسلم، أحد أهم كتب الحديث.
2. شموليته مقارنةً مع سابقيه: فقد شرح صحيح مسلم من قبل القرطبي المازري، لكن لم يكن شرحه واسعًا. واحتوى على عبارات غامضة. لكن قام بعده الأُبيّ والسنوسي بالاستفادة من شروح سابقيهم وكتابة شرح له.
3. شرح غريب الكلمات، من حيث المعنى وتفاصيل حول الكلمة الغريبة.
4. إدراجه لفوائد عديدة تتعلق بالأحاديث.
5. كان له السبق في حل الإشكالات التي تُشكل على الناس في الكتاب.
6. إدراج الآراء المذهبية المختلفة المتعلقة بالحديث موضوع النقاش.

## أقوال عن الكتاب
- قال ابن فرحون عن القرطبي: «وله على كتاب صحيح مسلم شرح أحسن فيه وأجاد سماه المفهم».[4]
- وقال عنه ابن كثير الدمشقي: «وشرح صحيح مسلم المسمى بالمفهم، وفيه أشياء حسنة مفيدة محررة، رحمه الله».[5]
- وأثنى عليه ابن أيبك الصفدي، حيث قال: «شرح مختصر صحيح مسلم وسماه المفهم وأتى فيه بأشياء مفيدة».[6]

## من الكتب المؤلفة بنفس القصد
1. المعلم: للمازري.
2. إكمال المعلم بفوائد صحيح مسلم: للقاضي عياض.
3. المنهاج في شرح صحيح مسلم بن الحجاج: للنووي.
4. إكمال إكمال المعلم في شرح صحيح مسلم: للأبي.
5. مكمل إكمال الإكمال: للسنوسي.
6. إكمال الإكمال: لعيسى بن مسعود الزواوي.
7. المفصح المفهم والموضح الملهم لمعاني صحيح مسلم: لمحمد بن يحيى الأنصاري.
8. غُنية المحتاج في ختم صحيح مسلم بن الحجاج: لمحمد بن عبد الرحمن السخاوي.
9. الديباج على صحيح مسلم بن الحجاج: للسيوطي.
10. شرح صحيح مسلم: لعبد الرؤوف المناوي.

## نسخ الكتاب
يتوافر للكتاب عدد من النسخ، وهي:
1. النسخة العثمانية: وهي النسخة الأهم، موجودة في مكتبة الأسد بدمشق، برقم 1230. ومقسمة على 4 أجزاء.
2. النسخة المغربية – الرباط (م): موجودة في الخزانة العامة في الرباط، برقم 253. بعدد صفحات 634.
3. النسخة المغربية – الرباط (ط): موجودة في الخزانة العامة في الرباط، برقم 41، وتقع في 569 صفحة.
4. النسخة المغربية – الرباط (م 1): موجودة في الخزانة العامة في الرباط، برقم 254. وتقع في 276 صفحة.
5. النسخة المغربية – الرباط (م 2): موجودة في الخزانة العامة في الرباط، برقم 65. وتقع في 450 صفحة.
6. النسخة المغربية – الرباط (م 3): موجودة في الخزانة العامة في الرباط، برقم 42. وتقع في 294 صفحة.
7. النسخة المغربية – الرباط (م 4): موجودة في الخزانة العامة في الرباط، برقم 13. وتقع في 568 صفحة.
8. نسخة الحرم النبوي الشريف (ح): تحت رقم 103/213. وتقع في 228 ورقة.
9. النسخة الألمانية (ل): وتقع في 219 صفحة.
10. النسخة الظاهرية (ظ): وهي تكملة للنسخة الألمانية، ومكونة من 239 ورقة.
11. النسخة الألمانية (ل 1): وفيها الجزء الثاني والثالث، وتقع في 210 ورقات.
12. النسخة الهندية (هـ): وهي الجزء الثاني من كتاب المفهم. ومكونة من 303 ورقات.
13. النسخة الأزهرية (ز): تقع في 330 ورقة.
14. نسخة جامعة الإمام (ج 1).
15. نسخة جامعة الإمام (ج 2).
16. نسخة شستربتي (ش): تقع في 298 ورقة.